# Capafonts
Capafonts és un municipi de la comarca del Baix Camp. El 2023 tenia 110 habitants, el 2012 eren 121.
Anomenat també Capafons, amb ortografia tradicional, el topònim deriva del llatí Capite fontium, ‘cap de les fonts'. S'hi han censat un total de 53 fonts, entre les quals destaca la font de la Llódriga o Llúdriga, que no s'asseca mai.

## Geografia
- Llista de topònims de Capafonts (Muntanyes, serres, collades, indrets, rius, fonts, cases, masies, esglésies, etc).

El terme de Capafonts es troba a les Muntanyes de Prades, envoltat pels termes de Vilaplana al sud-est, La Febró al sud-oest, Prades al nord i al nord-oest, i amb el de Mont-ral, ja comarca de l'Alt Camp, a l'est. Té una extensió de 13,27 km², i ocupa la part alta de la vall del riu Brugent. Els punts més encimbellats del terme són el puig Pelat, de 1.071 m., la Pena Roja, de 1.025 i el Picorandan, de forma característica, i que segons Coromines significa en mossàrab «bec d'oreneta». La part sud-oriental del terme correspon als Motllats, i és una zona pedregosa i seca, ocupada bàsicament per boscos de pins i d'alzines, de les quals abans se n'obtenia carbó. Situat a 751 metres d'altitud, es troba al mig d'un amfiteatre de muntanyes, i està constituït bàsicament per un carrer principal, del qual en surten alguns de secundaris, i dues places. Des dels anys setanta del segle xx, després de la considerable emigració de la seva població cap a nuclis com Reus i Tarragona, s'han refet diverses cases com a lloc d'estiueig, gràcies al seu clima fresc i sec.
El poble es troba a 36 quilòmetres de Reus i el seu aeroport, i a 140 de Barcelona. També a poc més de 40 quilòmetres de Salou i del parc temàtic PortAventura.
El clima és típic de muntanya mediterrània.

## Història
Sembla que el 1151 Capafonts estava ja en mans dels conqueridors francs, i apareix esmentat a la carta de poblament de Prades de 1159 i es creu que va ser reconquerit per Ponç II i Ramon de Cervera, fills de Ponç I de Cervera, després que el seu pare hagués ocupat tota la plana de sota les Muntanyes de Prades. Integrada al Comtat de Prades, abans de 1392 la vila va ser donada en dot pel comte Ramon Berenguer a la seva muller Blanca. Al llarg del segle xvi Capafonts va patir diverses calamitats agrícoles, sequera i una plaga de llagosta el 1681, que es repetí el 1685. Segons Madoz, el 1846 produïa sègol, llegums, cànem i patates, i molt poc vi. Tenia dos molins fariners moguts pel riu Brugent i s'hi feia carbó. Des del segle xiii el poble tenia un forn de propietat i gestió comunal, on els veïns duien la farina i n'obtenien el pa, que va estar en funcionament fins al 1985, des de 2009 està museïtzat.

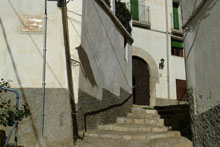
Can Balanyà

## Cultura
L'església parroquial és dedicada a Santa Maria. És d'estil barroc senzill, sense filigranes, i les obres de construcció es van acabar el 1763. Té tres campanes, la major de les quals pesa 250 quilos. Damunt de cada una de les portes de la sagristia hi ha dos caps de bou, que, segons la tradició, és la paga que demanà l'amo del Mas del Fortet per haver estat el que més pedra havia portat per a la construcció del temple.
Als afores s'hi troba l'ermita de la Mare de Déu de Barrulles que fou construïda el segle xii. L'ermita va romandre molt de temps abandonada fins que fou restaurada el 1956. La imatge de la Verge, que es guardava a l'església del poble, és d'alabastre policromat i és datada del segle xv.
La festa major se celebra el 15 d'agost.
Al terme hi ha també el Mas de Fortet, una masia del segle xvi que va ser refeta el segle xix, i restaurada el 1976 per convertir-la en casa de colònies.
Capafonts conserva una tradició culinària que s'ha perdut en altres llocs de muntanya. En destaquen les sopes de farigola, el mandongo i les orelletes.

## Economia
La principal activitat econòmica és l'agricultura. L'abundància d'aigua a la zona permet alternar els cultius de secà amb els de regadiu. Destaca el cultiu d'avellaners, hortalisses i patates.

## Demografia

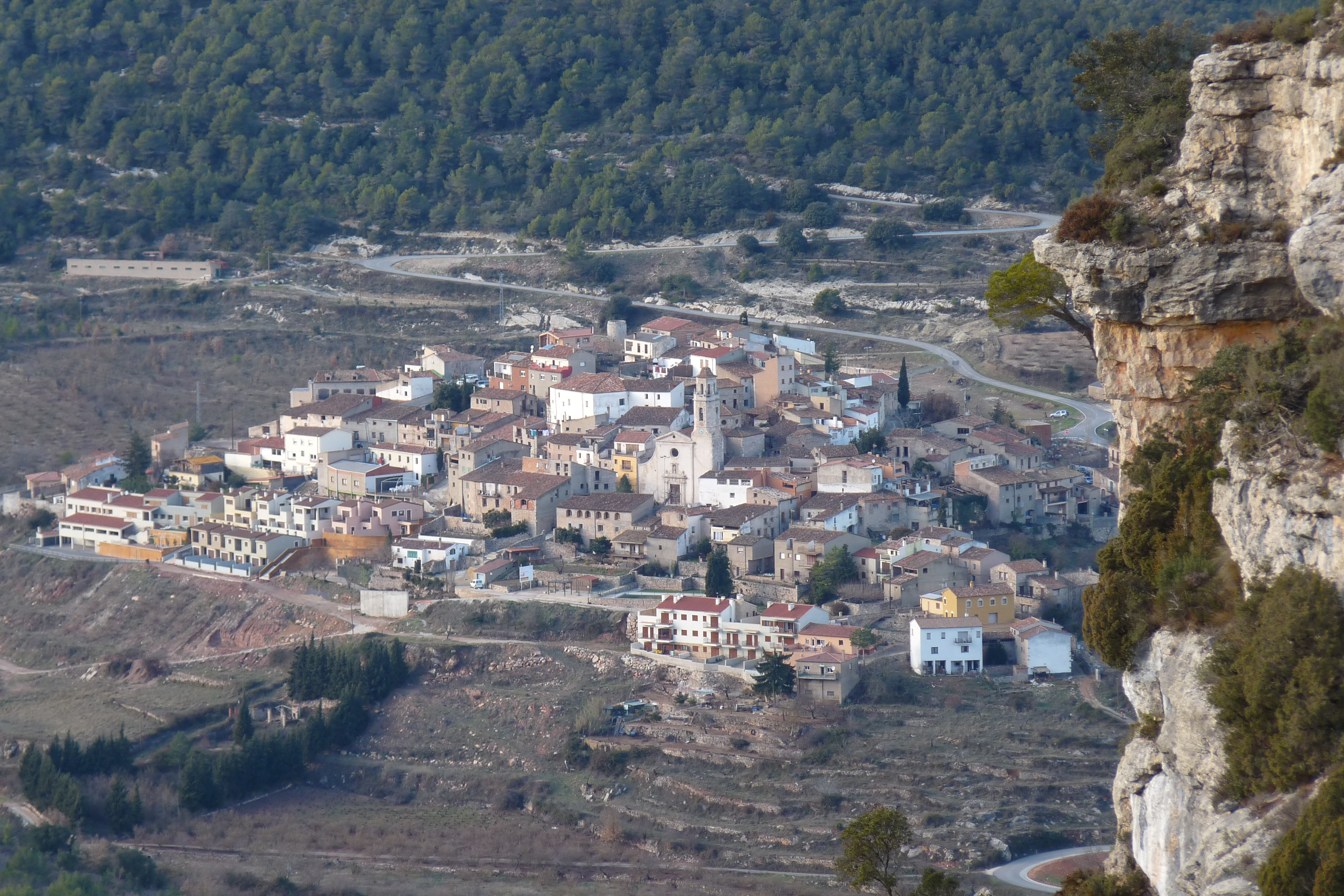
Capafonts des del barranc de la Pixera

| 1497 f | 1515 f | 1553 f | 1717 | 1787 | 1857 | 1877 | 1887 | 1900 | 1910 |
| ------ | ------ | ------ | ---- | ---- | ---- | ---- | ---- | ---- | ---- |
| 14     | 17     | 28     | 115  | 276  | 522  | 517  | 518  | 442  | 431  |

| 1920 | 1930 | 1940 | 1950 | 1960 | 1970 | 1981 | 1990 | 1992 | 1994 |
| ---- | ---- | ---- | ---- | ---- | ---- | ---- | ---- | ---- | ---- |
| 392  | 396  | 312  | 292  | 209  | 143  | 103  | 104  | 108  | 108  |

| 1996 | 1998 | 2000 | 2002 | 2004 | 2006 | 2008 | 2010 | 2012 | 2014 |
| ---- | ---- | ---- | ---- | ---- | ---- | ---- | ---- | ---- | ---- |
| 105  | 118  | 124  | 124  | 109  | 114  | 117  | 126  | 121  | 114  |

| 2016 | 2018 | 2020 | 2022 | 2024 | 2026 | 2028 | 2030 | 2032 | 2034 |
| ---- | ---- | ---- | ---- | ---- | ---- | ---- | ---- | ---- | ---- |
| 112  | 96   | 111  | 121  | 106  | -    | -    | -    | -    | -    |

## Eleccions municipals
Nombre de regidors per partit
| Junts              | -      | - | - | - | - | - | - | - | - | - | 1 | 4 |
| PSC                | -      | - | - | 0 | 0 | 0 | 0 | - | 0 | - | - | 0 |
| PP                 | -      | - | - | - | - | - | 0 | 0 | 0 | 0 | - | - |
| CUP                | -      | - | - | - | - | - | - | - | - | - | 2 | 1 |
| CiU                | 5      | 5 | 5 | 5 | 5 | 5 | 5 | 5 | 5 | 5 | - | - |
| Altres             | 0a; 0b | - | - | - | - | - | - | - | - | - | - | - |
| Total              | 5      | 5 | 5 | 5 | 5 | 5 | 5 | 5 | 5 | 5 | 3 | 5 |
| a ORT; b PTC - UC; |        |   |   |   |   |   |   |   |   |   |   |   |